# پیرماریو موروسینی
 پیرماریو موروسینی  (به ایتالیایی: Piermario Morosini) (زاده ۵ ژوئیه ۱۹۸۶ - ۱۴ آوریل ۲۰۱۲) بازیکن سابق فوتبال اهل ایتالیا بود.
موروسینی سابقه بازی در تیم‌هایی همچون اودینزه، رجینا و لیورنو و رده‌های سنی تیم ملی فوتبال ایتالیا را در کارنامه دارد.
وی در دقیقه ۳۱ بازی دو تیم لیورنو و پسکارا (مسابقات سری بی فوتبال ایتالیا) در تاریخ ۱۴ آوریل ۲۰۱۲ بر اثر ایست قلبی در زمین مسابقه و قبل از رسیدن به بیمارستان درگذشت. بر اثر این اتفاق تمامی مسابقات آن هفته فوتبال ایتالیا لغو شد.